# Giuseppe Costetti
Giuseppe Costetti (Bologna, 13 settembre 1834 – Roma, 13 marzo 1928) è stato un drammaturgo italiano.
Fu un autore teatrale prolifico attivo nella seconda metà del XIX secolo

## Biografia
Figlio di Paolo Costetti e di Carolina dei conti Troni, frequentò la facoltà di Giurisprudenza e dopo la laurea si dedicò alla pratica forense che abbandonò in breve per seguire la sua vera vocazione: il teatro. Il primo riscontro, la messa in scena di una commedia dal titolo La scuola dei generosi, fu positivo e lo spinse a proseguire la carriera. Con Luigi Gualtieri, Costetti presenta la seconda opera, il cui titolo richiama esplicitamente un capolavoro di Alexandre Dumas, sarà La morte del conte di Montecristo, di genere avventuroso. La collaborazione tra i due autori  proseguì con Nerone, dramma storico messo in scena da un celebre attore contemporaneo Tommaso Salvini nel 1856.
Separatosi dal Gualtieri si trasferì a Milano e nella città meneghina propose due nuovi lavori Il Conte di San Giusto e La famiglia Kepper, che non ebbero seguito e non fruttarono nemmeno economicamente. Miglior fortuna ebbe Maria Malibran, dramma in cinque atti e due epoche che fu anche pubblicato, Il seguente Leonardo da Vinci rimase in calendario del teatro l'Arena del Sole per qualche tempo.
Ormai orientato nel proporre temi borghesi, come nella commedia La fossa dei leoni dove mette in scena la depravazione che rilevava fra i giovani di quegli anni, ma dal momento che mostrava anche le loro aspirazioni libertari, subì la censura durante la rappresentazione romana del 1859. in quanto non in sintonia con lo spirito risorgimentale; infatti era in corso la guerra che opponeva i sabaudi, appoggiati dalla Francia, all’Impero Asbugico che si concluderà con l'annessione della Lombardia al Regno di Sardegna.
Svolge, dal 1860, un incarico Capo Divisione presso il ministero della Pubblica Istruzione e successivamente per le Belle arti, non rinunciando però a proseguire l'attività artistica. Le mummie, la nuova prova teatrale di gusto satirico, affronta la tematica dei travet ministeriali. Altre prove minori legate alla ritrovata unità nazionale sono Dio protegga l’Italia o il Decennio del 1849-59 e Silvio Pellico o i Carbonari del 1821.
Con Il figlio di famiglia del 1864 abbandona il genere romantico per rappresentare la nuova situazione sorta con l'unificazione italiana, con annesse problematiche economico-sociali. Grazie a quest'opera ottiene un prestigioso riconoscimento, il premio nel concorso drammatico governativo, che lo consacra tra i drammaturghi più apprezzati del periodo.
Seguono, quattro anni dopo, la prima de Il dovere di genere moralistico, che otterrà un riscontro meno positivo, e successivamente un’opera farsesca e alcune commedie.
Vinse un ulteriore premio per il concorso drammatico assegnato a Firenze per I dissoluti gelosi, sempre del genere dramma borghese. Protagonisti due coniugi Luisa Verani e il marito il conte Giuliano Aroldi in un contesto di gelosia patologica e della successiva crisi del matrimonio, con una caratterizzazione dei protagonisti e di altri personaggi che risulterà gradita al pubblico.
Sulla stessa falsariga, ma non ottenendo lo stesso apprezzamento, Costetti portò in teatro diverse commedie tra il 1871 e il 1975. Per il ritorno al successo dovrà attendere il 1881 con Libertas, ambientato nella Bologna della Rivoluzione francese; infatti il titolo rimanda al motto presente nel gonfalone cittadino felsineo, all'interno del quale è presente il vocabolo. L'opera è incentrata sullo scontro tra il suocero reazionario e il genero invece sensibile alle nuove idee. Libertasotterrà un riconoscimento ufficiale vincendo il concorso drammatico Città di Torino.
In seguito i gusti del pubblico virano verso il nuovo genere, il Verismo, e l'autore riduce la sua attività teatrale, dedicandosi a lavori che analizzano il contesto teatrale. Confessioni d'un autore drammatico dell'83, di evidente natura autobiografica, potrà fregiarsi della prefazione di Giosuè Carducci. Costetti narra i suoi esordi e l'ambiente sociale dell'Italia pre-unitaria, per poi trattare la sua esperienza sulla scena teatrale nelle tre capitali che si succedettero nel Regno d'Italia.
Il dietro le quinte è il protagonista del successivo Bozzetti di teatro, mentre più interessanti sono i scritti successivi che analizzeranno la storia del teatro ottocentesco del Bel Paese, anche se alla fine risulteranno più una racconta superficiale di aneddoti e notizie che una reale ricerca scientifica oggettiva.
Costetti conduce gli ultimi anni di vita lontano dalle scene e i suoi lavori cesseranno ben presto di essere rappresentati. Si spegne in quel di Roma il 13 marzo 1928.

## Opere teatrali
- La scuola dei generosi, Bologna, 1854;
- La morte del conte di Montecristo, Bologna, 1854;
- Maria Malibran, dramma in cinque atti e due epoche, Milano, 1858;
- La fossa dei leoni, Torino, 1858;
- Le mummie, Torino, 1863;
- Il figlio di famiglia, Torino, 1864;
- Il dovere, Firenze, 1866;
- Gli dei d'Omero, Firenze, 1867;
- Un'ora di sconforto, Firenze, 1867;
- La lesina, Milano, 1868;
- Nubi d'estate, Venezia, 1870;
- I dissoluti gelosi, Firenze, 1871;
- L'ospitalità di Firenze, Firenze, 1871;
- Sposi in chiesa, Roma, 1872;
- Le compensazioni, Firenze, 1874;
- Solita storia, Milano, 1875;
- Libertas, Torino, 1881;
- Un dramma alla finestra, scene romagnole, 1885;
- La moglie di Caino, 1886.

## Altre opere
- Confessioni d'un autore drammatico, Bologna, 1883;
- Bozzetti di teatro, Bologna, 1883;
- Giuseppe Costetti, La Compagnia reale sarda e il teatro italiano dal 1821 al 1855, collana Bibliotheca Dramatica, Milano, Forni, 1893, ISBN 978-88-27-12027-9. (ristampa anastatica)
- Il teatro italiano nel 1800, Rocca San Casciano, 1901.